# Teegarden c
Teegarden c è un esopianeta orbitante nella cosiddetta zona abitabile della stella di Teegarden, una nana rossa di classe M distante circa 12,5 anni luce dal sistema solare. 
Scoperto nel giugno del 2019 assieme a un altro pianeta più interno, Teegarden b, al contrario di questi ha solo un 3% di probabilità di avere una superficie temperata. Assumendo un'atmosfera simile a quella terrestre la sua temperatura in superficie potrebbe essere intorno ai −47 °C.

## Scoperta
Teegarden c è stato scoperto a giugno del 2019 grazie al telescopio di nuova generazione CARMENES situato all'Osservatorio di Calar Alto, in grado di trovare piccole variazioni nella velocità radiale anche nelle stelle di dimensioni ridotte. In precedenza sarebbe stato difficile rilevare il pianeta a causa della posizione e scarsa luminosità della Stella di Teegarden. Sono stati necessari 3 anni di ricerca e oltre 200 rilevazioni per scoprire i due pianeti, Teegarden b e Teegarden c.

## Caratteristiche
Teegarden c è il secondo pianeta del sistema planetario in ordine di distanza dalla stella. Ha un periodo orbitale di 11,4 giorni e come il pianeta b ha una composizione probabilmente simile al nostro pianeta, costituito quindi da rocce, con un nucleo probabilmente ferroso e presenza di acqua.

## Abitabilità
Teegarden c è all'interno della zona abitabile "conservativa" della sua stella; tuttavia riceve solo il 35% della radiazione che la Terra riceve dal Sole e la sua temperatura di equilibrio è di circa 210 K (-38 °C), più simile a quella di Marte, anche se avendo una maggior massa è probabilmente in grado di trattenere una densa atmosfera in grado di innalzare la temperatura per effetto serra, come avviene per la Terra che, nonostante una temperatura di equilibrio di -18 °C, ha una temperatura media in superficie di circa 16 °C.
Un fattore positivo per l'abitabilità è la sua stella. La maggior parte delle nane rosse emette forti brillamenti, che possono spogliare il pianeta della sua atmosfera e renderlo inabitabile, come ad esempio avviene per Kepler-438 b e per Proxima b, le cui stelle sono molto attive, al contrario della stella di Teegarden che appare invece relativamente tranquilla.